# Kybernetika

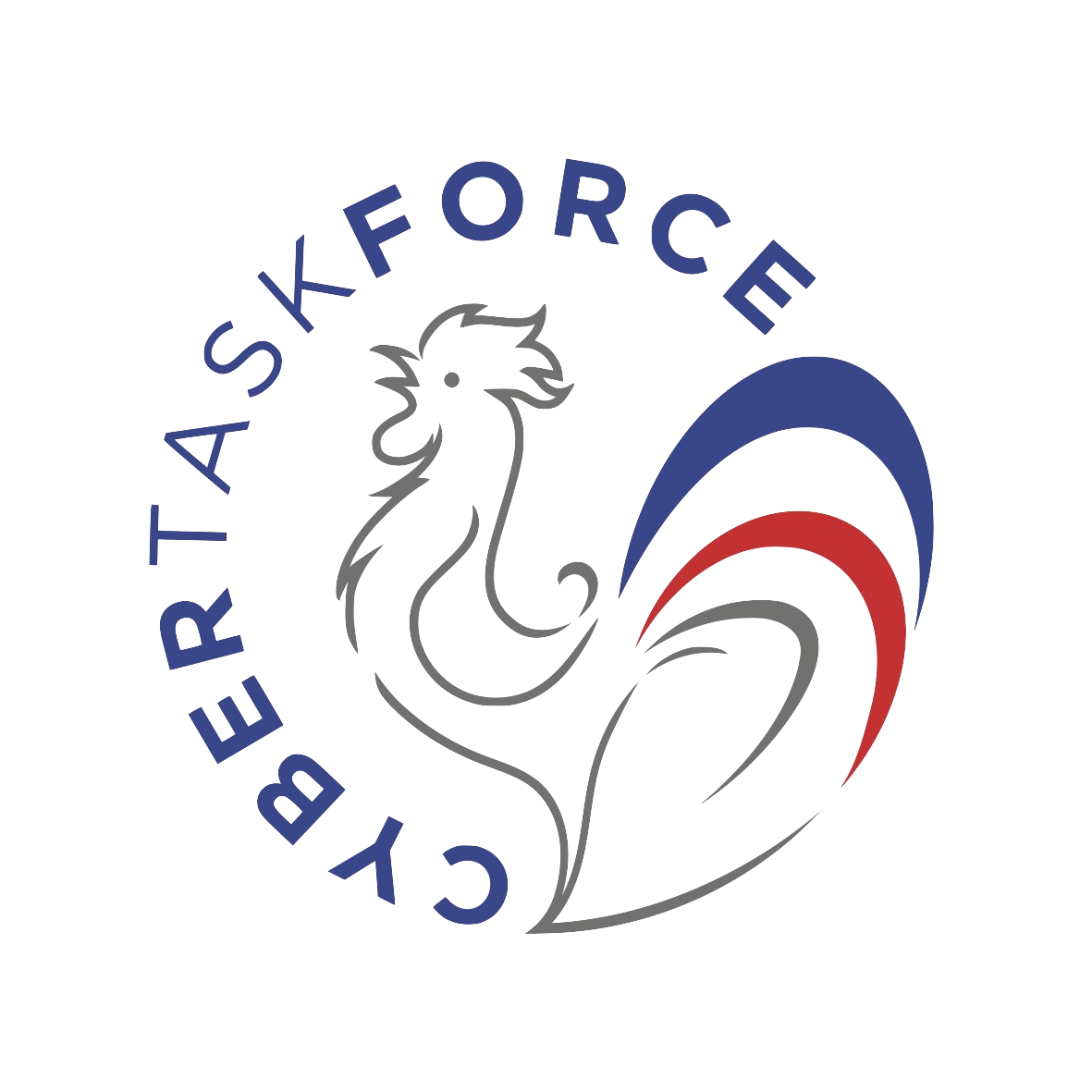
Logo CyberTaskForce

Kybernetika je věda, která se zabývá obecnými principy řízení a přenosu informace ve strojích, živých organismech a společenstvích. Název kybernetika se objevil v 19. století, kdy v roce 1834 fyzik André-Marie Ampère setřídil systém věd a mezi ně zařadil v té době neexistující (jako vizi) vědu o řízení lidské společnosti – kybernetiku. V první polovině 20. stol. se pojem kybernetiky objevuje znova s novou inspirující náplní, již jako vědecký obor.
Kybernetika se svým pojetím liší od ostatních věd (fyziky, chemie, biologie, ...). Odlišnost spočívá v tom, že ony vědy vidí reálný svět jako svět interakcí (vzájemné působení entit reálného světa), zatím co kybernetika ho vidí jako svět, kde něco plyne od někud někam, tedy jedním směrem, může to být nějaký rozruch v reálném světě nebo jindy informace. Je to pohled, který vznikl při studiu principu zpětné vazby, a který byl pro kybernetiku určující. Poznání reálného světa se tedy odehrává pod jiným zorným úhlem a s jinou interpretací. Tento odlišný pohled začal vznikat ve 20. letech dvacátého století v rodící se elektronice a sdělovací technice. Tímto viděním se potkává s teorií informace a sdělování, a nabízí jim včlenění do společného oboru.

## Cesta k ustavení
Kybernetika vznikala postupným spojením vznikajících teoretických a technických objevů, a je tvořena souběhem, návazností i přesahem poznatků a myšlenek vznikajících ve 20. až 40. letech 20. století zejména pak za 2. světové války v USA.
Stěžejními jsou:
- zpětná vazba, nikoli jen jako jev, ale jako nový pohled na dění v reálném světě,

- člověk (jeho psychické a motorické vlastnosti) ve smyčce zpětné vazby, původně strategie řízení palby z mobilních stanovišť a na ně (např. letadel), a predikce očekávané lidské reakce ve smyčce zpětné vazby,

- automatické řízení založené na principu zpětné vazby, rozpoznatelné v živé přírodě, v lidské společnosti a použité v umělém světě techniky (vznikající obor automatického řízení),[5]

- informace jako nový pojem [6] vyvolaný rozvojem sdělovacích zařízení a rodících se počítačů. Informace nejen plyne od někud někam (je přenášena), ale musí být i ukládána (pamatována), zpracovávána a je třeba ji kvantifikovat,[7]

- informace umožňuje dívat se na reálný svět jinak než tradiční vědy, a též v jiné interpretaci použitelné napříč vědními obory,

- model a systém vnikající na poznatku, že procesy reálného světa lze studovat a popisovat tak (existují metody), že to nezáleží na jejich hmotné podstatě. Pro modelování procesů reálného světa se používají analogové počítače, a existují již i číslicové a na jejich dalším vývoji se pracuje

- objevuje se matematický model neuronové sítě lidského mozku,[8] a úvahy, zda by některé mozkové činnosti bylo možno modelovat, odtud už je jen krok k myšlence modelování lidské inteligentní činnosti.

Za zakladatele je považován Norbert Wiener, americký matematik, který vydal v roce 1948 knihu Kybernetika aneb řízení a sdělování u organismů a strojů. Wienerova práce stojí i na poznatcích mnoha dalších vědců, a její význam je především v oficiálním ustavení nového vědeckého oboru. Autorita Norberta Wienera rychle dosáhla nebývalé intenzity a nejen přivolala pozornost mnoha vědců, ale zejména stmelila dosavadní (výše uvedené) oddělené proudy do nové vědy – kybernetiky.
Dle Akademického slovníku je rovněž kybernetika naukou, která se zabývá studiem složitých informačních systémů.
Úžeji a historicky je kybernetika vědou o technické reprezentaci lidských biologických schopností a vice versa hledá biologické obdoby již známých technických řešení. Návaznost na biologii platí obecně, nicméně se nejčastěji zabývá biologickými schopnostmi člověka, je tedy často antropomorfní, a to už svými definicemi (např. kandela), ze kterých je až následně lidský faktor odstraňován. Například se nejprve řešila elektronizace lidského vidění, až později došlo i na jiné organismy: Např. psi (černobílé), různé gamuty (IR, UV u včel a některých ptáků) vs. strašek s až 12 barvami oproti lidským pouhým třem (RGB). Pro účely kybernetiky jsou v přírodě hledány nejjednodušší příklady základních evolučních řešení: Jako modely se používají háďátko, octomilka, švábi (už i jako kyborgové: s uťatou hlavou, ovšem jen makroskopicky formou vivisekce) a další. Vrcholnou metou praktické kybernetiky je elektro-biologický interface, rozhraní pro oboustranný přenos informace mezi tělem a elektronikou, naší nejzvládnutější technologií. Tím by se plně otevřela oblast bioniky, s praktickým použitím nejen v protetice.

## Dějiny kybernetiky
Za praotce „kybernetiky“ je označován Hérón Alexandrijský (1. st. n. l.). Ve svém díle Automata se věnuje automatizaci a toto dílo tak bývá označováno za první knihu o kybernetice. Popisuje v něm různá zařízení, např. olejovou lampu, do které se automaticky doléval olej, automatický pohyb loutek, samočinně zavírané dveře chrámu a dokonce automat na antickou limonádu (někdy je uváděno na svatou vodu), do kterého se vhazovala mince.
Název kybernetika se objevil v 19. století, v roce 1834, když fyzik André-Marie Ampére setřídil systém věd a mezi ně zařadil v té době neexistující, vědu o řízení lidské společnosti – kybernetiku (teoretický pojem). Základní princip kybernetické teorie řízení do technické praxe zavedl James Watt, který ji uplatnil ve svém parním stroji v roce 1765.
Plzeňský rodák prof. Jaroslav Hrdina (1871 – 1931) je známější jako Jaroslav Ivanovič Grdina (v dětství se s rodiči přestěhoval do Ruska). Po studiu získal titul báňského inženýra a pracoval (i jako vedoucí) na katedře mechaniky na Technickém učilišti v Jekatěrinoslavi (dnešním Dněpropetrovsku) na Ukrajině, kde potom působila řada jeho žáků ve 20. století na technických vysokých školách na katedrách mechaniky (v té době jich bylo na Ukrajině asi 50). Kromě pedagogické činnosti se věnoval zkoumání podobnosti mezi lidským tělem a mechanickým zařízením. Části lidského těla si představoval jako mechanická zařízení – kosti jako páky, klouby jako pohyblivé spoje, atd. Zabýval se myšlenkou servomotoru o třicet let dříve, než k němu dospěl americký elektroinženýr Harold Locke Hazen roku 1934. Grdina uveřejnil mezi lety 1898 až 1924 27 odborných článků. Sice se zaměřil pouze na mechanické jevy a nevěnoval se zkoumání struktur, jako je řízení a přenášení signálů, ale stal se inspirací Norberta Wienera, který uměl rusky, a jeho kolegů.
Některými autory bývá jako první dílo o kybernetice považován titul Psychologie consonantiste, napsaný rumunským lékařem Stefanem Odoblejou (1902-1978), který žil v Paříži a knihu vydal v roce 1938. Je zaměřena více na psychologické problémy a má blízko ke studiu lidského myšlení, proto jako „první“ nebyla uznána. V roce 1943 vyšel článek Behaviour, Purpose and Teleology a velká část kybernetiků počítá dějiny své vědy od té doby. Pod článkem jsou podepsáni tři autoři: vedle Norberta Wienera, mexický lékař, fyziolog a vynikající matematik Arturo Rosenblueth (1900-1970) a inženýr Julian Bigelow (1913–2003) – patří mezi konstruktéry prvního digitálního počítače IAS, sestrojeného podle von Neumannova návrhu.
Kybernetika byla ve svých počátcích spojována s počítači nebo jejich konstrukcí. Patří však mezi teoretické matematické disciplíny, respektive spojení matematických disciplín.
Moderní kybernetika se vyvíjela odlišně v různých zemích. V západních zemích víceméně splynula s obecnou teorií systémů a řada oborů, které byly považovány za součást kybernetiky, se vyvíjí jako samostatné obory – například informatika, umělá inteligence nebo neuronové sítě. V zemích východního bloku byla nejprve kybernetika považována za „buržoasní pavědu“, z čistě ideologických důvodů. Začala být znovu přijímána až v polovině 50. let. Pak se naopak stala zastřešující disciplínou pro mnoho oborů, které se v zemích mimo východní blok osamostatnily. Za součást kybernetiky byla považována například i informatika.

## Základní pojmy kybernetiky
- informace
  - vstup/výstup – hodnoty
- vstup/výstup – fyzické zařízení
  - kanál, rozhraní (informatika)
  - senzor
  - převodník
- řízení (control)
  - ovládání
  - regulace
- zpětná vazba
- paměť
  - elektronická paměť
- stabilita
  - rovnovážný stav
  - kmitání

## Obory kybernetiky – použití
- regulace, technické řízení
- bionika, biokybernetika
- Informační technologie
- fungování ekonomiky – viz teorie systémů
- globální vývoj společnosti [zdroj⁠?!]
- mezilidské vztahy [zdroj⁠?!]

Procesy různé povahy se dají sledovat jako získávání, uchování, zpracování a interpretace informací.

## Nejdůležitější principy kybernetiky
- Zpětná vazba: Princip zpětné vazby byl znám již dříve v regulační technice a používal se při návrhu zpětnovazebních zesilovačů pro účely sdělovací techniky. Zakladatelé kybernetiky ale rozpoznali, že jde o velmi obecný princip. Je především zásluhou kybernetiky, že se stal obecně známým a umožnil vysvětlit řadu dějů odehrávajících se v nejrůznějších dynamických systémech.
- Informace: Postupně vznikla exaktní teorie informace, ve které je pro reprezentaci neurčitosti použita pravděpodobnost. Informace doplnila náš fyzikální obraz světa v tom smyslu, že jde o stejně důležitou entitu, jako je hmota či energie. Informace je zřejmě nejfrekventovanějším pojmem, který kybernetika přinesla. Zpracování informace se stává stále důležitějším a pomalu ale jistě mění charakter našeho života.
- Model: Systematické studium různých systémů vedlo k poznatku, že systémy různé fyzikální podstaty mohou mít velmi podobné chování a že chování jednoho systému můžeme zkoumat prostřednictvím chování jiného, snáze realizovatelného systému ve zcela jiných časových či prostorových měřítcích. Ukázalo se, že mnohé systémy mechanické, hydraulické, pneumatické, tepelné a jiné jsou formálně popsány stejnými diferenciálními rovnicemi jako elektrické obvody. Tento poznatek vedl k vytváření speciálních elektrických obvodů sloužících jako analogové počítače, jež však byly vytlačeny symbolickými modely na číslicových počítačích.
- Zákon nutné variety: Zákon zjednodušeně říká, že chceme-li pomocí řídícího systému odstranit neurčitost v proměnných řízeného systému, pak množství neurčitosti odstraněné za jednotku času je nejvýše kapacita řídícího systému jako komunikačního kanálu. Jinak řečeno, pro dobré řízení musí být řídící systém v jistém smyslu modelem řízeného systému.

## Rozdělení kybernetiky
Z praktického hlediska můžeme kybernetiku rozdělit na následující části podle přístupu i aplikací:
1. teoretická kybernetika
2. aplikovaná kybernetika

### Teoretická kybernetika
Teoretická kybernetika studuje především obecné vlastnosti a chování systémů. Zabývá se obecným popisem vlastností a chování systémů. Z tohoto pohledu zahrnuje teoretická kybernetika teorii systémů a teoretickou informatiku.

#### Systém
Systém lze definovat různým způsobem, základní definice jsou:
1. Systém je daná množina veličin.
2. Systém je daná množina variací veličin v čase.
3. Systém je časově invariantní vztah mezi současnými a předchozími nebo budoucími hodnotami veličin.
4. Systém je daná množina prvků spolu s jejich chováním a množina vazeb mezi těmito prvky a okolím.
5. Systém je množina stavů a množina přechodů mezi stavy.

Podle toho, jaký přístup volíme, bude ta která definice více či méně vhodná. Např. definice č. 1 a 2 budou vhodné při prvním studiu složitých systémů, definice č. 3 bude vhodná při návrhu regulace, definice č. 4 při kybernetickém přístupu v biologii nebo ve fyzice a definice č. 5 v teoretické informatice.

### Aplikovaná kybernetika
Aplikovaná kybernetika představuje použití kybernetického přístupu při analýze, modelování a simulaci a návrhu systémů, dále aplikuje poznatky kybernetiky do dalších oblastí. Aplikovaná kybernetika zasahuje do mnohých oblastí lidské činnosti – zahrnuje totiž mj. následující obory:
- technická kybernetika jako hlavní aplikační oblast
- informatika
- biokybernetika
- ekonomika
- management jako teorii řízení
- sociologie

a mnohé další.

#### Model systému
Modelem systému nazýváme jakýkoliv zjednodušený popis systému, který v sobě akumuluje důležité vlastnosti systému. Žádoucí je, aby model umožňoval i predikci chování systému v zatím neověřených podmínkách.